# Église Saint-Pierre de Laussou
Pour les articles homonymes, voir Église Saint-Pierre.
L'église Saint-Pierre est une église catholique située à Laussou, en France.

## Localisation
L'église est située dans le département français de Lot-et-Garonne, sur la commune de Laussou.

## Historique
L'église a été construite au XIIe siècle. La nef a été partiellement reconstruite au XIIIe siècle. Le clocher-mur a été repris dans le style gothique. Un décor peint a été réalisé au début du xvie siècle. La toiture s'est effondrée dans les années 1950.
L'édifice est inscrit au titre des monuments historiques en 1994, puis classé en 2006.

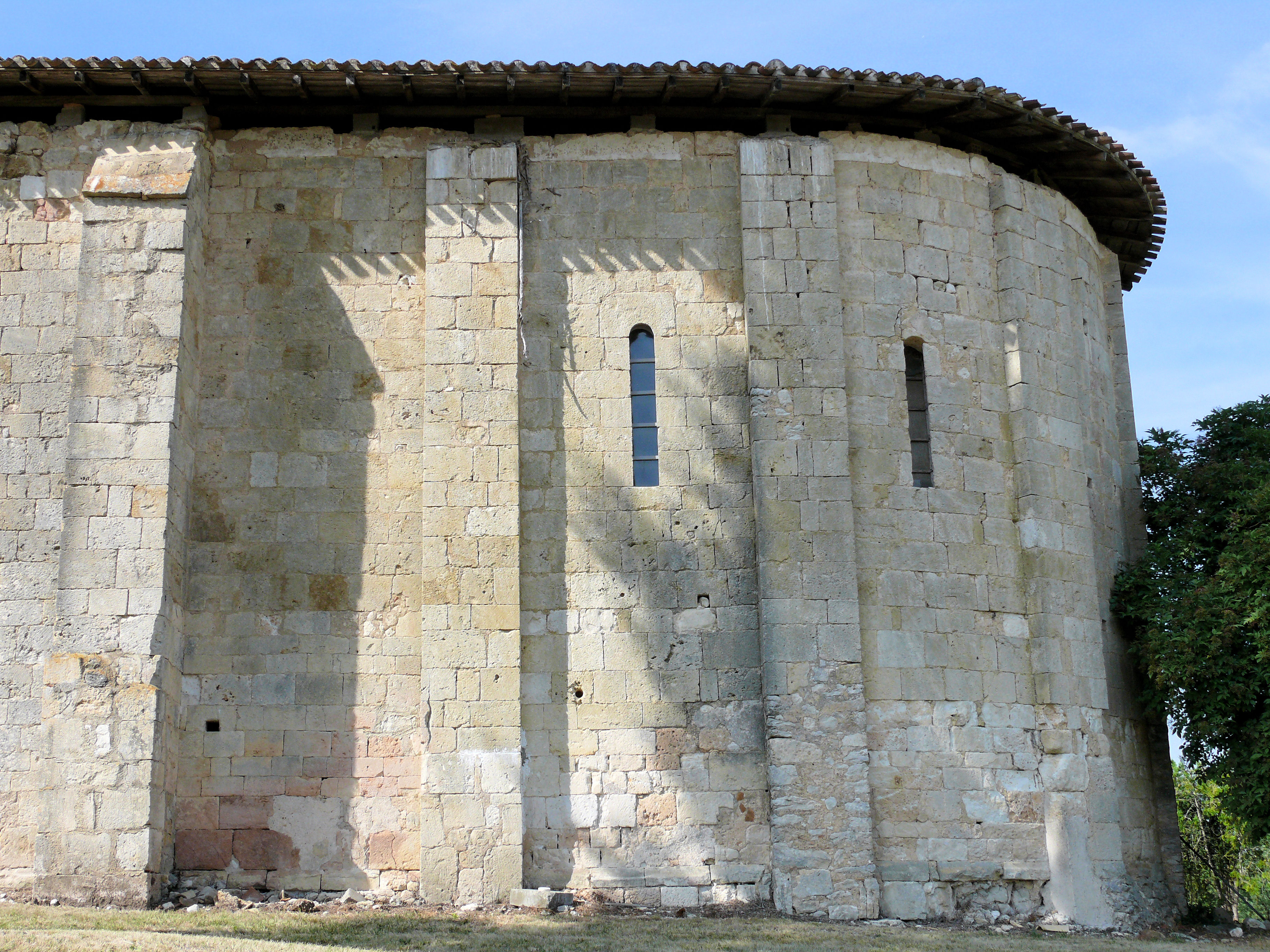
Chevet roman de l'église
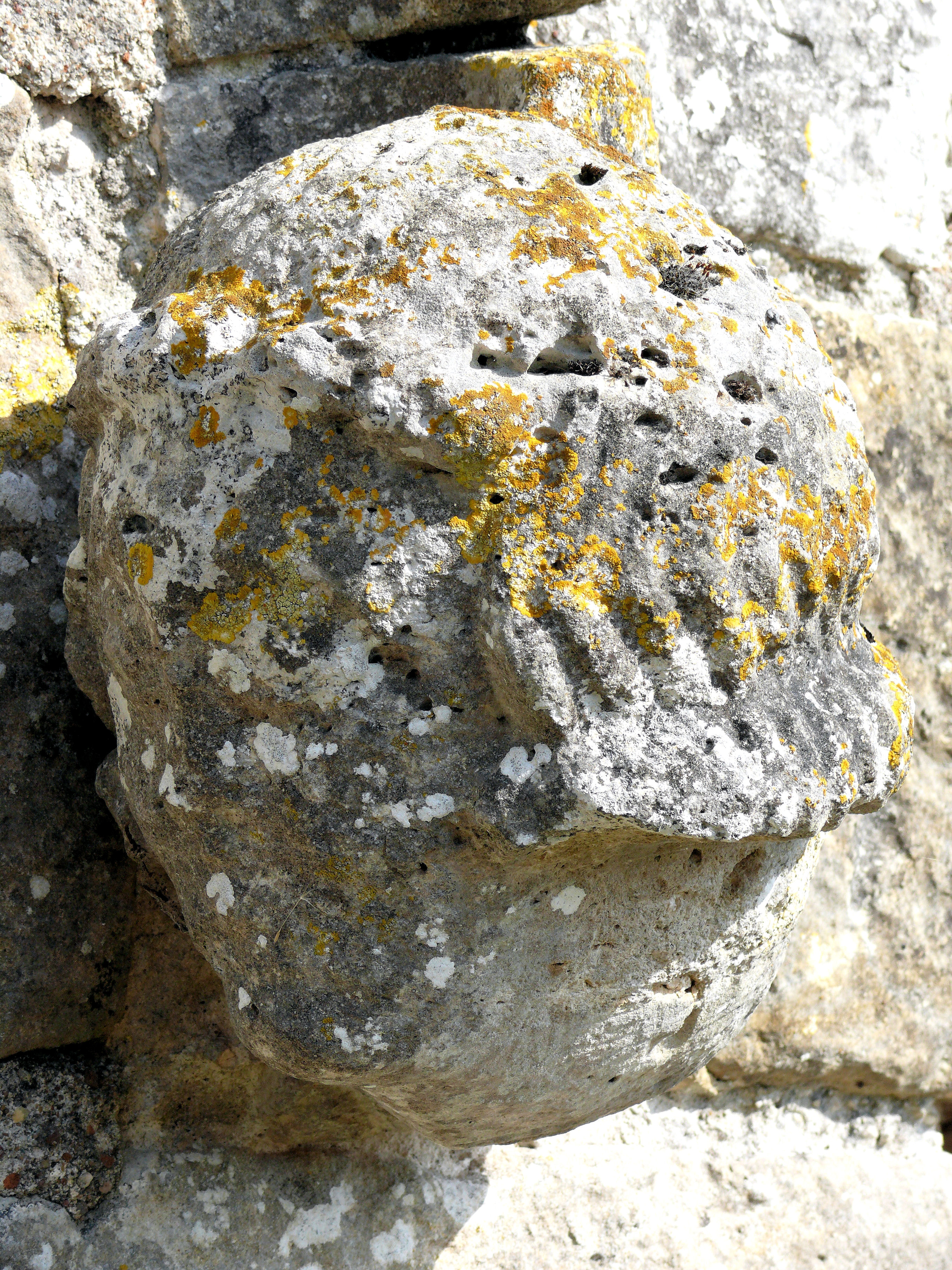
Tête d'homme sculptée au portail de l'église